# Siebersbach (Lauter)
Der Siebersbach ist zusammen mit dem längeren rechten Krebsbach seiner beiden Oberläufe ein etwa 4 km langer Bach im Schwäbisch-Fränkischen Wald und im Rems-Murr-Kreis im nördlichen Baden-Württemberg. In namentlichem Lauf aus dem Zusammenfluss von Krebsbach und seinem anderen linken Oberlauf Birkenbach etwas vor dem Weiler Siebersbach der Gemeinde Sulzbach an der Murr entstanden, durchfließt er diesen südwärts und mündet danach von links und Norden in die untere Spiegelberger Lauter.

## Name
Der Bach wird erstmals im Jahr 1027 (usque Siverensesbach) schriftlich erwähnt. In dieser Urkunde geht es um die Abgrenzung des an Würzburg geschenkten Murrwaldes. Der Name leitet sich von einem Personennamen ab.

## Geographie
Der Siebersbach entsteht weniger als 500 Meter nordnordöstlich des Ortsrandes des Sulzbacher Weiler Siebersbach aus dem Zusammenfluss seiner beiden Oberläufe Krebsbach und Birkenbach.

### Oberlauf Krebsbach
Der längere rechte Oberlauf Krebsbach entspringt etwa 0,7 km südöstlich des Höhenweilers Großhöchberg der Gemeinde Spiegelberg am Westrand des beackerten Höhengewanns Latschen zum Hangwald, das ein Teil des in nördlichem Bogen um das obere Krebsbachtal liegenden Hochplateaus um den Weiler ist. Der Bach fließt auf den ersten 200 Metern ostnordöstlich und steil in den Talkessel ein und passiert dabei auch eine acht Meter hohe Felswand. Dem Bach laufen vom oberen Hang der Mühlhalde, die vom Südrand von Großhöchberg her einfällt, von Nordosten bis Nordwesten kommend etliche Kleingerinne zu, die wohl meist nur temporär Wasser führen und dann von Feuchtflächen am Knollenmergel-Rutschhang gespeist werden. In der Talmitte angekommen, wendet sich der Bach nach zunächst Südsüdwesten, dann mehr und mehr Süden. Er fließt hierbei anderthalb bis drei Meter breit über sandigen bis steinigen Grund, zuweilen auch über Felsplatten, mehr und mehr auch in Mäandern, durch sein beidseits bis wenigstens zum Mittelhang bewaldetes, tief und steil eingeschnittenes Tal. Einige recht kurze Klingen laufen ihm vor allem von rechts zu, die längere Eschachklinge am Mittellauf von links. Den letzten halben Kilometer durchläuft er mit nunmehr weniger Gefälle eine sich öffnende Wiesenflur in der Talaue und wendet sich dabei nach Südosten.
Schließlich vereint er sich, etwa 195 Höhenmeter unterhalb seiner Quelle, nach 2,7 km langem Lauf mit mittlerem Sohlgefälle von etwa 71 ‰ mit dem anderen Oberlauf Birkenbach zum Siebersbach. Der Krebsbach ist mehr als doppelt so lange wie der eigentliche Siebersbach und trägt mit 2,3 km² knapp über die Hälfte zu dessen Einzugsgebiet bei.

### Oberlauf Birkenbach
Der linke Oberlauf Birkenbach entsteht etwa 0,6 km nördlich des Höhenweilers Kleinhöchberg der Gemeinde Sulzbach an der Murr am Waldhang südöstlich unter dem Latschen zwischen den Waldgewannen Hummelwiesen und Birkenschlag auf nur etwa 480 m ü. NHN. Er fließt insgesamt in südwestlicher Richtung und bis auf seine letzten hundert Meter im Wald. Dabei laufen ihm eine kurze Bachklinge von rechts und danach drei längere Bachklingen von links zu. Am Zusammenfluss zum Siebersbach nach 1,7 km Lauf mit mittlerem Sohlgefälle von etwa 96 ‰ etwa 164 Höhenmeter unterhalb seines Ursprungs trägt dieser Oberlauf zu dessen Einzugsgebiet mit etwa 1,4 km² knapp ein Drittel bei.

### Unterlauf Siebersbach
Der auf etwa 316 m ü. NHN am Ende der inzwischen etwa 150 Meter gegenüber den begleitenden Randhöhen eingetieften Obertalzüge entstandene Siebersbach fließt in südlicher bis südsüdwestlicher Richtung, begleitet von der Fichtenstraße, an der nach etwa hundert Metern einige isolierte Anwesen von Siebersbach liegen. Bevor er die Grenze des Weilers erreicht, mündet von links ein letzter Hangbach, in dessen unteren Mündungswinkel ein länglicher kleiner Teich ans linke Ufer grenzt. Im nunmehr bis in halbe Höhe offenen Tal liegen am Hang Obstwiesen, der ein bis zwei Meter breite und einen halben Meter tiefe Bach läuft in doppelt mannshoch eingetieften Schlingen bis zur geschlossenen Bebauung des Ortes. Innerhalb des mit ihm den Namen teilenden Weilers fließt er anfangs unter einem Gebäude hindurch, danach außer an den Straßenquerungen offen. Zuletzt durchzieht er nach der unteren Ortsgrenze den dort linksseits vergleichsweise breiten Talgrund der Lauter, unterquert dabei die L 1066 auf ihrem Abschnitt zwischen Spiegelberg und Sulzbach und mündet dann einen Viertelkilometer nach dem Ort gegenüber einer Gruppe von kleinen Fischteichen auf etwa 283 m ü. NHN von links in die untere Lauter.
Der Siebersbach hat auf seinem 1,2 km langen Weg ab seinem Zusammenfluss ein Gefälle von nur etwa 33 Höhenmeter und ein mittleres Sohlgefälle von etwa 28 ‰. Er mündet etwa 228 Höhenmeter unterhalb der Quelle seines längeren Oberlaufs Krebsbach, mit dem zusammen er 3,9 km lang ist und ein Sohlgefälle von etwa 58 ‰ hat.

### Einzugsgebiet
Der Siebersbach hat ein 4,4 km² großes Einzugsgebiet, das naturräumlich gesehen in den Schwäbisch-Fränkischen Waldberge liegt, an den Oberläufen und bis in den Ort Siebersbach hinein in deren Unterraum Südwestliche Löwensteiner Berge, mit dem deutlich kleineren Teil südlich davon im Unterraum Murrtal. Seine höchsten Punkte liegen alle im Norden auf der offenen Schwarzjuraplatte um Großhöchberg, wo Maxima der Meereshöhe von 544,5 m ü. NHN am Wasserreservoir südwestlich des Höhenweilers, von etwa 540 m ü. NHN an der Nordspitze des Einzugsgebietes und von 535,6 m ü. NHN am höchsten Punkt des Gewanns Latschen südöstlich des Weilers erreicht werden. Die östliche und westliche Wasserscheide bleiben bis hinab zum Weiler Siebersbach auf Höhen von meist über 450 m ü. NHN.
Reihum grenzt das seine an die Einzugsgebiete der folgenden Nachbargewässer:
- Im Südwesten ist meist die ihn danach aufnehmende Lauter das nächste Gewässer, das dort außer dem Abfluss des Pfarrbrunnens am Talhang fast keinen Zulauf von links hat;
- im Westen konkurrieren der Happenbach, der nächsthöhere linke Zufluss der Lauter, und weiter im Norden der Bach aus der Erlenklinge ebenfalls zur Lauter;
- im Nordnordwesten liegt jenseits des Plateaus um Großhöchberg das Einzugsgebiet des Klingenbachs, der über den Dentelbach in die Lauter entwässert;
- jenseits der ostnordöstlichen und östlichen Wasserscheide laufen die Waldklingenbäche von dessen Oberlauf Schlatbach bis hinab zum Wetzklingenbach von rechts zum Fischbach, dem letzten Zufluss der Murr vor der Lauter;
- mündungsnah im Südsüdosten entwässert die nur temporär wasserführende Schelmenklinge wenig abwärts des Siebersbach in die Lauter.

Das Einzugsgebiet ist überwiegend bewaldet, besonders in den Tälern und an den Hängen, während die Höhenrücken im Norden, Westen überwiegend offen sind, weniger im Osten. Die Unterjuraplatte um den Weiler Großhöchberg der Gemeinde Spiegelberg im Norden steht fast vollständig unterm Pflug, während am langen westlichen Höhenrücken um den Weiler Dauernberg dieser Gemeinde sowie am kürzeren östlichen um den Weiler Kleinhöchberg der Gemeinde Sulzbach an der Murr die Grünlandnutzung dominiert. Alle drei eben genannten Höhenorte liegen mit nur einem Teil ihrer Siedlungsfläche innerhalb des Einzugsgebietes, der einzige ebenfalls zu Sulzbach gehörende Talort Siebersbach am Talmund zum Lautertal fast ganz, über ihm liegen Obstwiesen am Hang, um ihn herum meist Wiesen. Das Einzugsgebiet gehört etwa hälftig mit seinem westnordwestlichen Teil zu Spiegelberg und mit seinem ostsüdöstlichen zu Sulzbach.

### Zuflüsse und Seen
Hierarchische Liste der Zuflüsse und  Seen, jeweils von der Quelle zur Mündung. Gewässerlänge, Seefläche, Einzugsgebiet und Höhe nach den entsprechenden Layern auf der Onlinekarte der LUBW. Andere Quellen für die Angaben sind vermerkt.
Ursprung des Siebersbach auf etwa 316 m ü. NHN ca. 0,7 km nordnordöstlich von Sulzbach an der Murr--Siebersbach am Zusammenfluss seiner beiden Oberläufe. Der Siebersbach fließt recht beständig südsüdwestwärts.
- Krebsbach, rechter Oberlauf von Norden, 2,7 km und ca. 2,3 km². Entsteht auf etwa 511 m ü. NHN am oberen Westabfall der Unterjura-Hochfläche Latschen ca. 0,7 km südöstlich von Spiegelberg–Großhöchberg. Der Krebsbach wendet sich bald auf etwa südlichen Lauf weiterhin längstenteils durch Wald.
  - (Bach aus der Eschachklinge), von links und Nordosten auf 366,6 m ü. NHN[LUBW 4] gegenüber dem Gewann Siebers an der ersten kleinen Tallichtung, 0,6 km und unter 0,2 km². Entsteht auf etwa 455 m ü. NHN am mittleren Südwestabfall des Latschen. Läuft zwischen den Waldgewannen Eschbach (!) rechts und Hamberg links, hat bald Zufluss von der Quelle Heinrichsbrunnen am rechten Talhang, am Unterlauf mündet ein Zufluss aus einem deutlich kürzeren linken Klingenzweig.
- Birkenbach, linker Oberlauf von Nordosten, 1,7 km und ca. 1,4 km². Entsteht auf etwa 480 m ü. NHN am mittleren Südostabfall des Latschen. Läuft zunächst zwischen den Waldgewannen Hummelwiesen rechts und Birkenschlag links bis zum ersten Zufluss und wird bis dorthin auch Oberer Birkenbach genannt.
  - (Waldklingenbach), von rechts und Norden auf etwa 396 m ü. NHN, unter 0,4 km[LUBW 7] und ca. 0,2 km². Entsteht auf etwa 460 m ü. NHN am mittleren Südabfall des Latschen.
  - Hirtenbach, von links und Ostnordosten auf etwa 377 m ü. NHN wenig nordwestlich zu Füßen von Sulzbach-Kleinhöchberg, 0,7 km und unter 0,3 km². Entsteht auf etwa 473 m ü. NHN im Birkenschlag.
    - (Waldzufluss), von rechts und Nordosten auf etwa 390 m ü. NHN nordwestlich zu Füßen von Kleinhöchberg, ca. 0,3 km[LUBW 7] und unter 0,1 km². Entsteht auf etwa 367 m ü. NHN im Birkenschlag.

  - Neuwiesenbach, von links und Ostsüdosten auf etwa 348 m ü. NHN südwestlich zu Füßen von Kleinhöchberg, 0,6 km und unter 0,2 km². Entsteht auf etwa 445 m ü. NHN südlich von Kleinhöchberg neben der K 1806 nach Sulzbach im oberen Hangwald.
  - Sauhagbach, von links und Osten auf etwa 330 m ü. NHN, 0,5 km und ca. 0,2 km². Entspringt auf knapp 420 m ü. NHN beim Gewann Sandbrunnen. Mit einem zweiten und kürzeren Oberlauf.
- Mahdbach, von links und Osten auf etwa 307 m ü. NHN nahe bei zwei Bachbrücken im Talwald, 0,5 km und ca. 0,2 km². Entspringt auf nicht ganz 420 m ü. NHN an der Südwestspitze des Waldgewanns Sauhags in die künftig offene Talaue.
- Passiert gleich nach dem vorigen einen Teich links des Laufes auf etwa 307 m ü. NHN, etwas unter 0,1 ha.

Mündung des Siebersbachs von links und Nordnordosten auf etwa 283 m ü. NHN etwa 0,4 km südlich des Weilers Siebersbach gegenüber einer Fischzuchtanlage in die untere Spiegelberger Lauter. Der Siebersbach ist ab dem Zusammenfluss seiner Oberläufe 1,2 km, zusammen mit dem längeren rechten Krebsbach seinen beiden Oberläufe 3,9 km lang und hat ein 4,4 km² großes Einzugsgebiet.

## Geologie
Im Einzugsgebiet des Siebersbaches stehen mesozoische Schichten vom Unterjura bis hinunter zum Gipskeuper (Grabfeld-Formation) an. Die obersten Quellen im Bachsystem liegen am Südabfall der recht ausgedehnten Schwarzjurainsel um Großhöchberg, deren Hochfläche vom Angulatensandstein gebildet ist. Der Rand dieser Platte ist von einem schmalen Band Psilonotentons gesäumt, unter dem dann breiter am steileren Hang der Knollenmergel (Trossingen-Formation) des Mittelkeupers ausstreicht, wo er nicht wie oft von Rutschungen höherer Schichten überlagert wird.
Die Hochflächen neben und zwischen den Tälern und auch die höheren Talverläufe der beiden Oberläufe liegen im Stubensandstein (Löwenstein-Formation), der den größten Teil des Einzugsgebietes einnimmt. Weiter südlich graben sich die Täler der beiden Oberläufe nacheinander in die Oberen Bunten Mergel (Mainhardt-Formation), den Kieselsandstein (Hassberge-Formation) und die Unteren Bunten Mergel (Steigerwald-Formation) bis zum Schilfsandstein (Stuttgart-Formation) etwa am Zusammenfluss ein, der aber schon bald im Weiler Siebersbach vom Gipskeuper auf dem Talgrund abgelöst wird, in dessen Schichthöhe der Siebersbach auch mündet.
Vom Ort Siebersbach bis zur Mündung durchquert der Bach dann die holozäne Auenlehmzone im Talgrund des hier recht breiten Lautertales.
Etwa einen halben Kilometer nordöstlich von Kleinhöchberg liegt im Bereich der Wasserscheide zum Fischbach ein als Geotop geschützter aufgelassener kleiner Steinbruch im Gewann Töbel, dessen etwa 5 Meter hohe Abbauwand den mittleren Stubensandstein aufschließt.

## Natur und Schutzgebiete
Etwa 1,6 ha im Talkessel des oberen Krebsbachs im Nahbereich der bis acht Meter hohen Felswand und einiger kleiner zulaufenden Klingenrinnen sind als Naturdenkmal ausgewiesen. Diesem Oberlauf laufen dort von Norden vom offenen Oberhang der Mühlhalde unterhalb von Großhöchberg her Abflüsse einiger teils nur temporärer Feuchtgebiete zu. Dort angelegte Kleinteiche zeigen, dass einige Sickerquellen des Knollenmergel-Ruschhangs anscheinend dauerhaft schütten. Der Bach selbst ist in diesem Bereich einen halben bis anderthalb Meter breit, seine Sohle sandig und teils mit Blöcken übersät. Weiter im Süden wird er dann bis drei Meter breit, mäandert mehr und mehr und läuft auch über felsigen Grund. Die dem Krebsbach zulaufenden Seitenklingen sind steil und eng eingeschnitten und meist kurz. An seinem untersten Lauf setzt der Wald auf der Talgrund aus, nun begleitet eine von Schwarzerlen und Eschen dominierte Galerie den Bach.
Der andere Oberlauf Birkenbach hat einen weniger gestreckten Verlauf und vergleichsweise größere Seitenbäche. Am Oberlauf liegen im Bett des teils über Wasserfälle stürzenden, dort bis allenfalls anderthalb Meter breiten Bachs oft Blöcke. An manchen Stellen seines steilen Klingensystems rutschen Hänge ab und liegen schwach schüttende Sickerquellen am Hang. Auch dieser Oberlauf wird auf der zweiten Hälfte seines Weges bis zu drei Metern breit und läuft dort zuweilen über Felsplatten.
Die rechte Talhälfte des Krebsbachs, das unterste Tal des Birkenbach, jeweils auch einschließlich etlicher bewaldeter Talhänge, sowie der Talabschnitt des Siebersbachs, ausgenommen jeweils nur die Weiler Dauernberg und Siebersbach einschließlich ihres Weichbildes, liegen im Landschaftsschutzgebiet Spiegelberger Lautertal mit Nebentälern und angrenzenden Gebieten.
Das Wasserschutzgebiet des Namens Großhöchberger Quelle ragt östlich des Weilers Großhöchberg an dessen Nordzipfel etwas ins Einzugsgebiet, dasjenige für die Reberswiesenquelle bei Kleinhöchberg liegt überwiegend innerhalb.
Das gesamte Einzugsgebiet liegt im Naturpark Schwäbisch-Fränkischer Wald.

### LUBW
Amtliche Online-Gewässerkarte mit passendem Ausschnitt und den hier benutzten Layern: Lauf und Einzugsgebiet des Siebersbachs

Allgemeiner Einstieg ohne Voreinstellungen und Layer: Daten- und Kartendienst der Landesanstalt für Umwelt Baden-Württemberg (LUBW) (Hinweise)
1. 1 2 3 4 5 6  Höhe nach dem Höhenlinienbild auf dem Hintergrundlayer Topographische Karte.
2. 1 2 3  Länge nach dem Layer Gewässernetz (AWGN).
3. 1 2  Einzugsgebiet nach dem Layer Basiseinzugsgebiet (AWGN).
4. 1 2 3  Höhe nach grauer Beschriftung auf dem Hintergrundlayer Topographische Karte.
5. ↑  Seefläche nach dem Layer Stehende Gewässer.
6. ↑  Einzugsgebiet abgemessen auf dem Hintergrundlayer Topographische Karte.
7. 1 2  Länge abgemessen auf dem Hintergrundlayer Topographische Karte.
8. ↑  Höhe nach schwarzer Beschriftung auf dem Hintergrundlayer Topographische Karte.
9. ↑  Schutzgebiete nach den einschlägigen Layern, Natur teilweise nach dem Layer Biotop.

### Andere Belege
1. ↑  Württembergisches Urkundenbuch Band I., Nr. 219, Seite 259–260
2. ↑  vermutlich geht es hier um den Bach und nicht den namensgleichen Weiler siehe hier
3. ↑  Otto Springer: Die Flussnamen Württembergs und Badens. Kohlhammer, Stuttgart 1930, S. 163.
4. ↑  Wolf-Dieter Sick: Geographische Landesaufnahme: Die naturräumlichen Einheiten auf Blatt 162 Rothenburg o. d. Tauber. Bundesanstalt für Landeskunde, Bad Godesberg 1962. → Online-Karte (PDF; 4,7 MB)
5. ↑  Geologie nach den Layern zu Geologische Karte 1:50.000 auf: Mapserver des Landesamtes für Geologie, Rohstoffe und Bergbau (LGRB) (Hinweise). Ein ähnliches Bild bietet die unter → Literatur aufgeführte geologische Karte.